# Mokriï Elantchik
Le cours d'eau Mokriï Elantchik est un fleuve côtier de l'est de l'Ukraine et du sud-ouest de la Russie, qui se jette dans la mer d'Azov.

## Géographie
Le fleuve côtier Mokriï Elantchik prend sa source près de la ville d'Amvrossiïvka, dans l'oblast de Donetsk, dans l'est de l'Ukraine, sur le Plateau du Donets. Il s'écoule vers le sud et traverse l'oblast de Rostov, en Russie, où il se jette dans la mer d'Azov, au niveau de la localité de Veselo-Voznesenka.